# Max von Siegl
Max von Siegl (* 13. Oktober 1856 in Wien; † 20. November 1949 in Bludenz) war ein österreichischer Eisenbahntechniker.

## Leben
Max von Siegl war ein Sohn des Militärarztes Johann Siegl (1807–1887), der 1867 in den Ritterstand erhoben wurde. Er studierte von 1874 bis 1878 am Polytechnikum Wien und arbeitete ab 1880 bei der Direktion der Staatseisenbahnbauten. Dort war er an der Trassenführung und an Vorarbeiten zur Installationen der Bahn über den Arlberg sowie der Baudurchführung des Arlbergtunnels beteiligt. Ab 1882 arbeitete er in Bludenz im Konstruktionsbüro bei der Projektierung und war 1883 am Bau der Westrampe beteiligt. 1884 wurde Siegl in die Bahnerhaltungs-Sektion Bludenz bei der Generaldirektion der österreichischen Staatsbahnen einberufen, die erstmals eine Gebirgsstrecke mit topographisch, geologisch und klimatisch extremen Verhältnissen in Eigenregie zu betreiben hatte.
1893 war er als Ingenieur-Adjunct in der Bahnerhaltungs-Section Bludenz  ab 1. Jänner 1886 mit Dienstclasse IX. angestellt. 1898 wurde er zum Oberingenieur und 1910 zum Oberinspektor ernannt. 1919 trat er in den Ruhestand. 1903 war Siegl in den Gemeinderat von Bludenz gewählt worden.

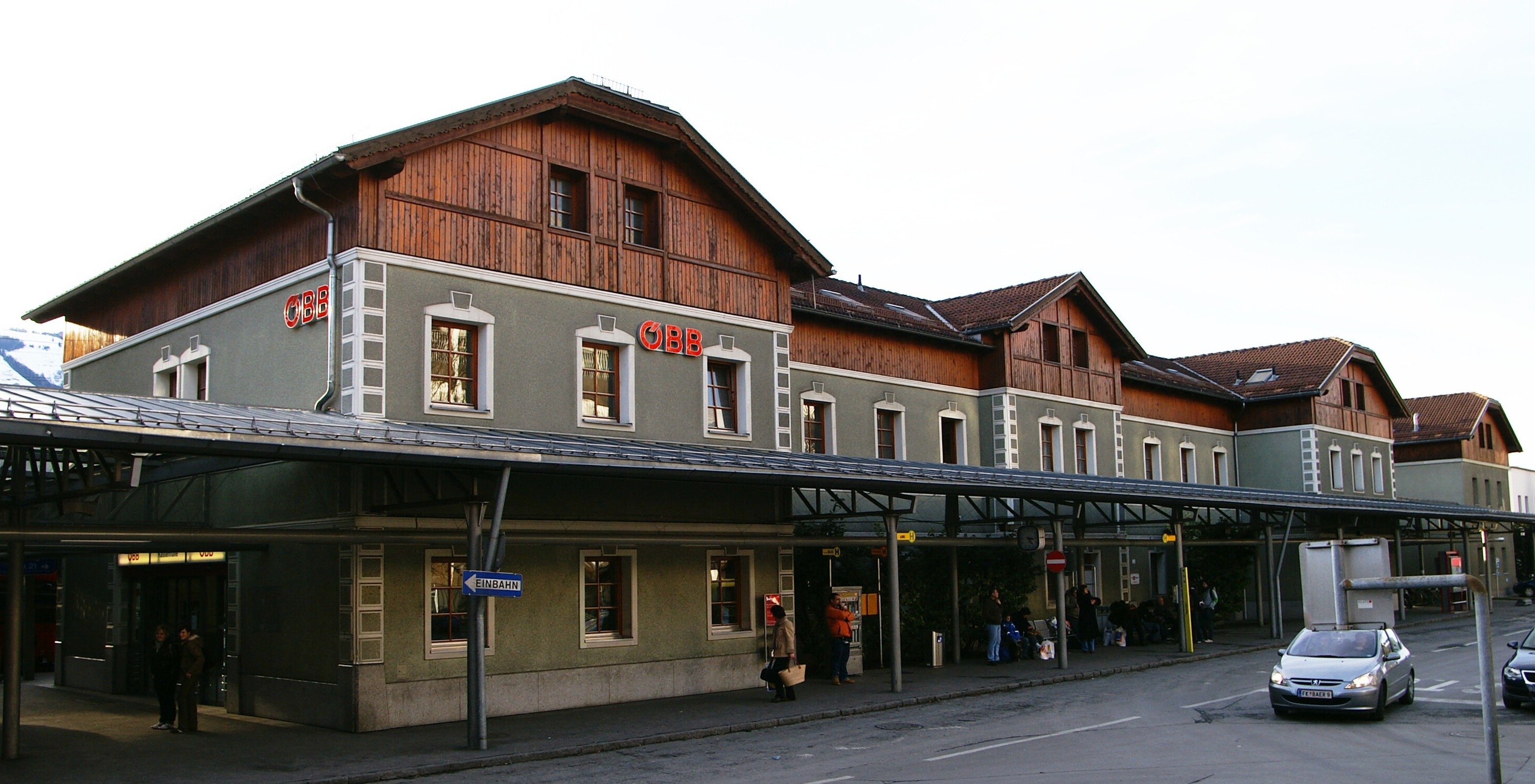
Bahnhof Bludenz

## Schriften
- Die Arlbergbahn. In: Heimat 10 (1929) Heft 11 u. 12
- Die Arlbergbahn. Vorgeschichte, Bau und erste Zeit ihres Betriebes. 1935